# Ricardo Gardner
Ricardo Gardner (Saint Andrew Parish, Jamaica, 25 de septiembre de 1978) es un exfutbolista y entrenador  jamaicano. Juego de defensa.

## Selección nacional
Ha sido internacional con la Selección de fútbol de Jamaica, ha jugado 111 partidos internacionales y ha anotado 9 goles.

## Participaciones en Copas del Mundo
| Mundial                        | Sede    | Resultado    |
| ------------------------------ | ------- | ------------ |
| Copa Mundial de Fútbol de 1998 | Francia | Primera fase |

## Clubes

### Como jugador
| Club              | País       | Año       |
| ----------------- | ---------- | --------- |
| Harbour View      | Jamaica    | 1997-1998 |
| Bolton Wanderers  | Inglaterra | 1998-2010 |
| Preston North End | Inglaterra | 2010-2011 |
| Bolton Wanderers  | Inglaterra | 2011-2012 |

### Como entrenador
| Club               | País    | Año       |
| ------------------ | ------- | --------- |
| Jamaica Sub-20     | Jamaica | 2016-2017 |
| Portmore United FC | Jamaica | 2019-2021 |

## Palmarés

### Copas internacionales
| Título          | Club    | País    | Año  |
| --------------- | ------- | ------- | ---- |
| Copa del Caribe | Jamaica | Jamaica | 1998 |